# Cathédrale de Policastro Bussentino
La cathédrale de Policastro Bussentino est une église catholique romaine de Policastro Bussentino, en Italie. Il s'agit d'une cocathédrale du diocèse de Teggiano-Policastro.